# 平良朝敬
平良 朝敬 (たいら ちょうけい、1954年〈昭和29年〉8月27日 - )は、沖縄県出身の企業経営者、沖縄観光コンベンションビューロー会長。

## 略歴
1973年(昭和48年)、両親が1962年(昭和37年)から沖縄県那覇市内で営業を続けていた沖乃島観光ホテル(社名、有限会社ホテルなは)が経営難に陥ったことから、大学を中退し経営に携わる。
沖縄返還ブームと全国的なリゾート開発ブームに乗り、沖縄県内にオキナワ マリオット リゾート&スパなどのリゾートホテルを次々と開業し、2010年、6ホテルと12企業を統括する「かりゆしグループ」CEO に就任した。
2014年、経済界からオール沖縄に参加、翁長雄志県政を支えた。
2015年、かりゆしグループの全役職から降職し、沖縄観光コンベンションビューロー会長に就任した。
2018年より「革新色が強くなった」とオール沖縄を離脱。
2022年、沖縄県議会補欠選挙に立候補を表明したが、8月26日西銘順志郎の出馬発表を受け出馬を撤回した。